# تیانی
تیانی (به فرانسوی: Tillenay) یک کمون در فرانسه با جمعیت ۶۵۹ نفر است که در Canton of Auxonne واقع شده‌است.